# Kljaić Brdo
Kljaić Brdo is een plaats in de gemeente Karlovac in de Kroatische provincie Karlovac. De plaats telt 14 inwoners (2001).